# 永豐餘
永豐餘投資控股股份有限公司（英語：Yong Feng Yu），簡稱永豐餘投控、永豐餘，是臺灣以造紙事業為核心事業體的綜合企業，由何傳兄弟於1924年創立。

## 沿革

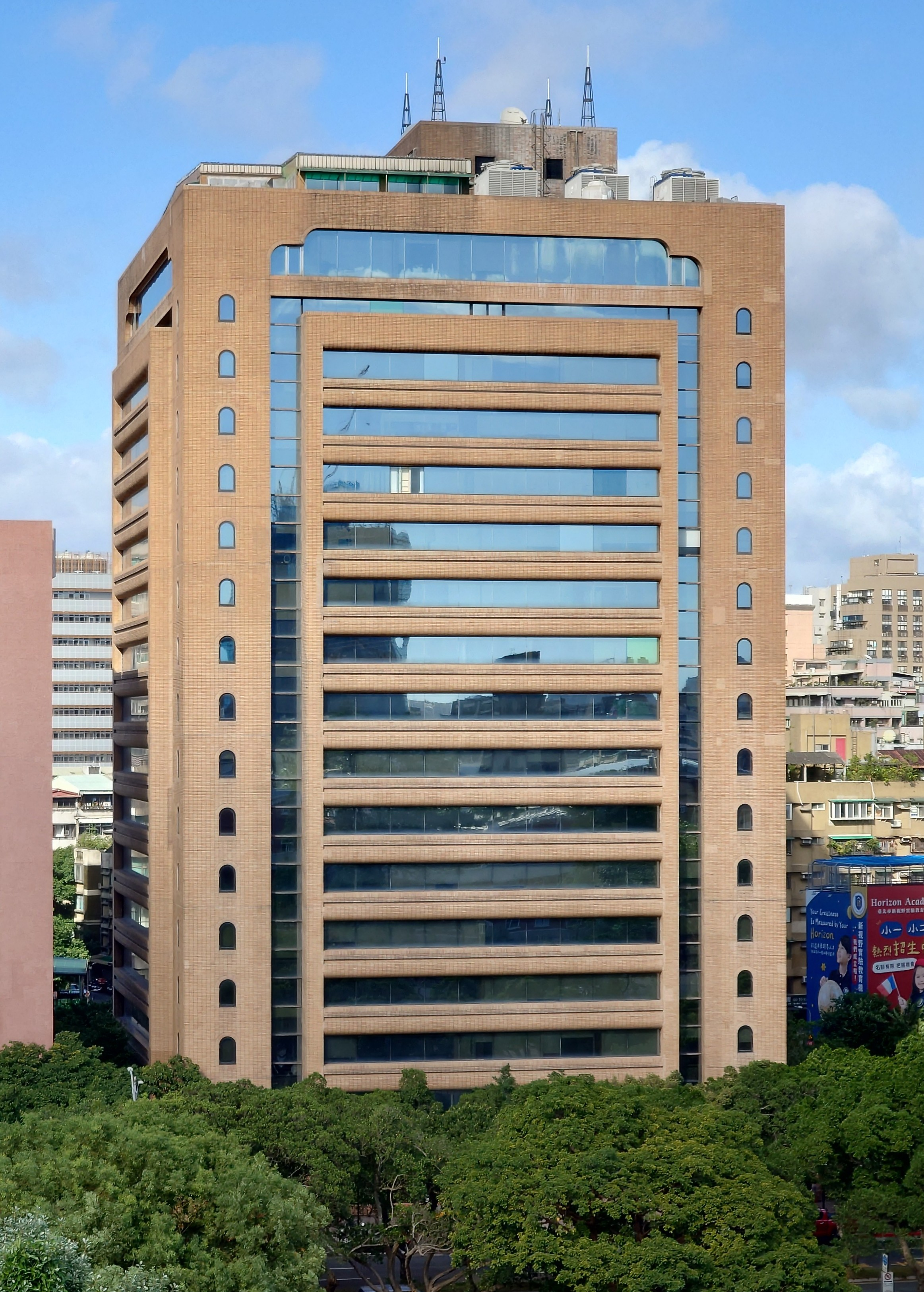
集團總部永豐信誼大樓

1924年何傳、何永、何義以父親之名設立「何皆來商行」。1934年，「永豐商店」創立，以經營農產品銷售為主業。1950年開始投入造紙，包含文化用紙、工業用紙、紙容器及家庭用紙等。
21世紀後轉投資元太科技投入電子紙技術；後跨足生物科技、環保與金融領域，專研於造紙廠整廠輸出和廢棄物回收廠之建構。此外設有從事教育公益服務的信誼基金會。同時，永豐餘以循環經濟為中心，持續推動再生能源的運用。相關事業體也為台灣環境帶來極大的汙染疑議。主要是因地震後管路受損造成，除加裝監控系統找出問題解決，後續亦長期配合當地環保局及學者專家現勘輔導，導入科學精密儀器監測等，大幅改善製程氣體逸散。

## 旗下事業
永豐餘及其關係企業組成永豐餘集團，包含下列企業或事業體：
林漿紙事業群
- 中華紙漿股份有限公司
- 廣東鼎豐紙業有限公司
- 肇慶鼎豐林業有限公司
- 合眾紙業

工紙紙器事業群
- 永豐餘工業用紙

消費品事業群
- 永豐餘消費品實業股份有限公司

包裝服務事業群
- YFY Jupiter Group

印刷事業群
- 中華彩色印刷
- 沈氏藝術印刷
- 永豐紙業

RFID 事業群
- 永奕科技
- 永道無線射頻標籤

科技事業群
- E Ink 元太科技
- 宏通數碼

工程事業群
- 三越企業

金融投資事業群
- 永豐金融控股

生技事業群
- 永豐餘生技
- 上騰生技顧問
- 太景生物科技
- 再生緣生物科技
- 台灣基因科技

電子商務事業群
- 永豐商店
- 生活磚資訊服務

特殊化學事業群
- 申豐特用應材

## 旗下品牌

### 衛生紙
- 得意
- 五月花
- 柔情

### 清潔用品
- 橘子工坊
- 植淨美
- 新淨

## 外部連結
- 永豐餘集團 （页面存档备份，存于）